# جواد مجتهد شبستری
جواد مجتهد شبستری (زاده ۱۳۴۵  در قم) فرزند محسن مجتهد شبستری و نماینده دوره پنجم مجلس خبرگان رهبری از استان آذربایجان غربی است.
جواد مجتهد شبستری از نوادگان میرزا کاظم مجتهد شبستری از مراجع تقلید آذربایجان است. وی در انتخابات مجلس خبرگان رهبری (۱۳۹۴) بدون قرارگیری در فهرست و به‌طور مستقل از استان آذربایجان غربی با کسب ۲۴۷٬۲۴۰ رأی از مجموع ۱٬۵۱۱٬۶۵۲ رأی مأخوذه برابر با ۱۶٫۳۶٪ در جایگاه سوم وارد دوره پنجم مجلس خبرگان رهبری شد.